# Nguyễn Đăng Tiến (thiếu tướng)
Nguyễn Đăng Tiến (sinh năm 1962) là Phó giáo sư ngành điện tử, Tiến sĩ, Thiếu tướng Công an nhân dân Việt Nam. Ông nguyên là Hiệu trưởng Trường Đại học Kỹ thuật - Hậu cần, Công an nhân dân Việt Nam.

## Tiểu sử
Nguyễn Đăng Tiến sinh ngày 25 tháng 8 năm 1962, quê quán tại huyện Vĩnh Yên, tỉnh Vĩnh Phúc.
Nguyễn Đăng Tiến là đảng viên Đảng Cộng sản Việt Nam.
Tháng 11 năm 2013, Nguyễn Đăng Tiến là Đại tá, Hiệu trưởng Trường Đại học Kỹ thuật – Hậu cần Công an nhân dân.
Từ tháng 11 năm 2015 đến nay, Nguyễn Đăng Tiến là Thiếu tướng Công an nhân dân Việt Nam, Hiệu trưởng Trường Đại học Kỹ thuật - Hậu cần, Công an nhân dân Việt Nam.
Năm 2016, Nguyễn Đăng Tiến là Bí thư Đảng ủy Đảng Cộng sản Việt Nam tại trường đại học này.
Năm 2017, Nguyễn Đăng Tiến được Hội đồng Giáo sư Nhà nước Việt Nam công nhận đạt chuẩn Phó giáo sư ngành Điện tử.